# محطة بيلفونتي للطاقة النووية
محطة بيلفونتي للطاقة النووية هي محطة طاقة نووية غير مكتملة في هوليوود بولاية ألاباما بالولايات المتحدة.

## نبذة
تم اقتراح أربع مفاعلات نووية، حيث تم إنفاق أكثر من 4 مليارات دولار (لبناء البنية التحتية). لكن لم يتم إكمال أي مفاعل نووي ولم يتم تسليم الوقود النووي.

## الإيقاف
في عام 1988 تم إيقاف البناء. في عام 2005 قامت سلطة وادي تينيسي بجهد كبير لاسترداد الاستثمار وبعض التكاليف المرتبطة بالمحطة.

## بيع المحطة
كجزء من الجهود المبذولة لاستعادة الاستثمار، تمت إزالة وبيع جميع مكونات المحطة، بما في ذلك مولدات البخار وسخانات مياه التغذية والمضخات والمحركات الكبيرة وصهاريج تخزين المياه وبعض أنابيب المواسير والصمامات. بالإضافة إلى نقل بعض المكونات القابلة للاستخدام من المحطة إلى مرافق سلطة وادي تينيسي الأخرى كقطع غيار.